# Taktische Zerlegung
Eine taktische Zerlegung (engl.: tactical decomposition) ist in der endlichen Geometrie eine Partitionierung der Punkt- und der Blockmenge eines 2-Blockplanes in Punkt- und Blockklassen derart, dass jedes aus einer dieser Punktklassen und einer dieser Blockklassen bestehende Paar mit der induzierten Inzidenz eine taktische Konfiguration bildet. Eine solche Zerlegung kann als Verallgemeinerung der Auflösung eines Blockplanes angesehen werden: Anders als im Falle einer Auflösung, bei der man nur die Blockmenge in (verallgemeinerte „Parallelen“-)Scharen partitioniert, so dass auch hier die ursprüngliche Punktmenge mit jeder der Blockklassen (Scharen) eine taktische Konfiguration bildet, teilt man bei einer taktischen Zerlegung im Allgemeinen zusätzlich noch die Punktmenge in mehrere Punktklassen auf.

## Definitionen

### Taktische Zerlegung
Sei {\displaystyle {\mathcal {I}}=({\mathfrak {p}},{\mathfrak {B}},I)} ein {\displaystyle 2-(v,k,\lambda )}-Blockplan, sei weiter {\displaystyle \{{\mathfrak {p}}_{1},\ldots ,{\mathfrak {p}}_{d}\}} eine Partition der Punktmenge {\displaystyle {\mathfrak {p}}} und {\displaystyle \{{\mathfrak {B}}_{1},\ldots ,{\mathfrak {B}}_{c}\}} eine Partition der Blockmenge {\displaystyle {\mathfrak {B}}}. Man nennt {\displaystyle \{{\mathfrak {p}}_{1},\ldots ,{\mathfrak {p}}_{d},{\mathfrak {B}}_{1},\ldots ,{\mathfrak {B}}_{c}\}} eine taktische Zerlegung von {\displaystyle {\mathcal {I}}}, falls jede der Inzidenzstrukturen
{\displaystyle ({\mathfrak {p}}_{j},{\mathfrak {B}}_{i},I_{\mathrm {Ind} });\;1\leq j\leq d,1\leq i\leq c}
mit der jeweiligen induzierten Inzidenz {\displaystyle I_{\mathrm {Ind} }=I\cap \left({\mathfrak {p}}_{j}\times {\mathfrak {B}}_{i}\right)} eine taktische Konfiguration ist. Das heißt dann im Einzelnen:
Es gibt nichtnegative ganze Zahlen {\displaystyle \rho _{ji},\kappa _{ji};\;1\leq j\leq d,1\leq i\leq c} mit den Eigenschaften:
1. Durch jeden Punkt von {\displaystyle {\mathfrak {p}}_{j}} gehen genau {\displaystyle \rho _{ji}} Blöcke aus {\displaystyle {\mathfrak {B}}_{i}} und
2. auf jedem Block von {\displaystyle {\mathfrak {B}}_{i}} liegen genau {\displaystyle \kappa _{ji}} Punkte aus {\displaystyle {\mathfrak {p}}_{j}}.

### Parameter einer taktischen Zerlegung
- Für eine taktische Zerlegung werden die folgenden Bezeichnungen vereinbart:

{\displaystyle m_{i}=|{\mathfrak {B}}_{i}|,n_{j}=|{\mathfrak {p}}_{j}|;\;1\leq j\leq d,1\leq i\leq c},
die Mengen {\displaystyle {\mathfrak {p}}_{j}} heißen Punktklassen, die Mengen {\displaystyle {\mathfrak {B}}_{i}} heißen Blockklassen der Zerlegung. Die Zahlen {\displaystyle \rho _{ji},\kappa _{ji},m_{i},n_{j}} heißen die Parameter der taktischen Zerlegung.

## Beziehungen zwischen den Parametern der Zerlegung
Sei {\displaystyle \{{\mathfrak {p}}_{1},\ldots ,{\mathfrak {p}}_{d},{\mathfrak {B}}_{1},\ldots ,{\mathfrak {B}}_{c}\}} eine taktische Zerlegung mit den Parametern {\displaystyle \rho _{ji},\kappa _{ji},m_{i},n_{j}} des {\displaystyle 2-(v,k,\lambda )}-Blockplanes {\displaystyle {\mathcal {I}}=({\mathfrak {p}},{\mathfrak {B}},I)}. Dann gilt:
1. Für jedes {\displaystyle j\in \{1,\ldots ,d\}} ist {\displaystyle \sum _{i=1}^{c}\rho _{ji}\cdot \kappa _{ji}=\lambda \cdot n_{j}+r-\lambda .}
2. Für alle  {\displaystyle j,h\in \{1,\ldots ,d\}} mit {\displaystyle j\neq h} ist {\displaystyle \sum _{i=1}^{c}\rho _{ji}\cdot \kappa _{hi}=\lambda \cdot n_{h}.}

Darüber hinaus gilt dann:
{\displaystyle b-v\geq c-d\geq 0.}
Der folgende Satz von Block und Kantor besagt, dass bei jeder taktischen Zerlegung die Anzahl der Punktklassen höchstens so groß sein kann wie die Anzahl der Blockklassen und dass bei symmetrischen 2-Blockplänen eine Zerlegung nur bei Gleichheit dieser Klassenzahlen möglich ist:
Sei  {\displaystyle \{{\mathfrak {p}}_{1},\ldots ,{\mathfrak {p}}_{d},{\mathfrak {B}}_{1},\ldots ,{\mathfrak {B}}_{c}\}} eine taktische Zerlegung des {\displaystyle 2-(v,k,\lambda )}-Blockplanes {\displaystyle {\mathcal {I}}}. Dann gilt:
1. {\displaystyle c\geq d} und
2. Ist {\displaystyle {\mathcal {I}}} symmetrisch, so ist {\displaystyle c=d.}

Der Beweis der zweiten Aussage aus der ersten ergibt sich einfach daraus, dass gilt:
Ist {\displaystyle {\mathcal {I}}=({\mathfrak {p}},{\mathfrak {B}},I)} ein symmetrischer 2-Blockplan und {\displaystyle \{{\mathfrak {p}}_{1},\ldots ,{\mathfrak {p}}_{d},{\mathfrak {B}}_{1},\ldots ,{\mathfrak {B}}_{c}\}} eine taktische Zerlegung, dann ist {\displaystyle \{{\mathfrak {B}}_{1},\ldots ,{\mathfrak {B}}_{c},{\mathfrak {p}}_{1},\ldots ,{\mathfrak {p}}_{d}\}} eine taktische Zerlegung des dualen Blockplanes {\displaystyle {\mathcal {I}}=({\mathfrak {B}},{\mathfrak {p}},I^{-1})}!

## Beispiele

### Triviale Zerlegungen
Jeder {\displaystyle 2-(v,k,\lambda )}-Blockplan {\displaystyle {\mathcal {I}}=({\mathfrak {p}},{\mathfrak {B}},I)} lässt die folgenden beiden trivialen taktischen Zerlegungen zu:
1. {\displaystyle c=1,d=1,{\mathfrak {p}}_{1}={\mathfrak {p}},{\mathfrak {B}}_{1}={\mathfrak {B}},\rho _{11}=r=b_{1},\kappa _{11}=k=v_{1}}; hier sind beide Partitionierungen trivial.
2. {\displaystyle c=b=b_{0},d=v=v_{0}}, wobei jede Punktklasse genau einen Punkt und jede Blockklasse genau einen Block enthält, die „Klassen“ seien jeweils wie ihr einziges Element nummeriert. Bei dieser Partitionierung und mit dieser Nummerierung gilt

{\displaystyle \rho _{ji}=\kappa _{ji}={\begin{cases}1&((p_{j},B_{i})\in I)\\0&((p_{j},B_{i})\not \in I)\end{cases}}.}

### Auflösungen als Zerlegungen
Jede Auflösung {\displaystyle \{{\mathfrak {B}}_{1},\ldots ,{\mathfrak {B}}_{c}\}} eines Blockplanes entspricht der speziellen taktischen Zerlegung  {\displaystyle \{{\mathfrak {p}}_{1}={\mathfrak {p}},{\mathfrak {B}}_{1},\ldots ,{\mathfrak {B}}_{c}\}} mit den Parametern {\displaystyle \rho _{1i}=\rho _{i},\kappa _{1i}=k;\;1\leq i\leq c.}

### Bahnenzerlegungen
Ist G eine Automorphismengruppe des Blockplanes {\displaystyle {\mathcal {I}}}, also eine Untergruppe G der vollen Automorphismengruppe {\displaystyle G\leq \mathrm {Aut} ({\mathcal {I}})}, sind weiter {\displaystyle \{{\mathfrak {p}}_{1},\ldots ,{\mathfrak {p}}_{d}\}} die Punktbahnen sowie {\displaystyle \{{\mathfrak {B}}_{1},\ldots ,{\mathfrak {B}}_{c}\}} die Blockbahnen der Operationen von G auf der Punkt- bzw. Blockmenge, dann ist {\displaystyle \{{\mathfrak {p}}_{1},\ldots ,{\mathfrak {p}}_{d},{\mathfrak {B}}_{1},\ldots ,{\mathfrak {B}}_{c}\}} eine taktische Zerlegung von {\displaystyle {\mathcal {I}}}.
Die Bahnenzerlegung ist wohl der wichtigste Fall einer Zerlegung. Sie spielt sowohl bei der Konstruktion neuer Blockpläne durch Gruppenerweiterung (von geeigneten Automorphismengruppen), als auch bei der Klassifikation von Blockplänen und deren (vollen) Automorphismengruppen eine wichtige Rolle. Damit sind taktische Zerlegungen auch für die Klassifikation endlicher einfacher Gruppen von gewisser Bedeutung: So sind zum Beispiel die sporadischen Mathieugruppen, volle Automorphismengruppen der Wittschen Blockpläne.
Auch die beiden obengenannten trivialen Zerlegungen lassen sich (gewöhnlich) als spezielle Bahnenzerlegungen auffassen:
1. Die erste triviale Zerlegung {\displaystyle c=1,d=1} mit nur einer Punkt- und Blockklasse entsteht als spezielle Bahnenzerlegung und zwar durch die Operation der vollen Automorphismengruppe {\displaystyle G=\mathrm {Aut} ({\mathcal {I}})}, sofern diese mindestens einfach transitiv auf der Punktmenge und der Blockmenge operiert.
2. Die zweite triviale Zerlegung mit {\displaystyle c=b,d=v} in lauter einelementige Klassen entsteht als spezielle Bahnenzerlegung und zwar durch die Operation der Einsgruppe {\displaystyle 1\leq \mathrm {Aut} ({\mathcal {I}})}.